# Nelly González Aguilar
Lázara Nelly González Aguilar (Villa Mainero, Tamaulipas; 7 de abril de 1977 - 25 de julio de 2023) fue una política mexicana, miembro del Partido Acción Nacional, ha sido senadora por Tamaulipas en la LX y LXI Legislatura, diputada Federal Plurinominal en la LXII Legislatura y fue presidente municipal de Mainero, Tamaulipas.

## Trayectoria
Nelly González Aguilar es Licenciada en Derecho y Ciencias Sociales por la Universidad Autónoma de Nuevo León, ha ejercido su carrera profesional en varias empresas privadas y despachos jurídicos de Nuevo León, entidad donde estudió. En 2001 fue candidata a presidente municipal de Mainero, Tamaulipas, su ciudad natal, sin lograr la victoria.
En 2002 se convierte en miembro activo del PAN en el que ha sido Secretaria de Promoción Ciudadana a nivel estatal, candidata a diputada federal plurinominal y presidente de la delegación municipal de Villa Mainero.
En 2004 vuelve a ser candidata a presidente municipal de Mainero por segunda vez consecutiva pero sin lograr la victoria.

### Como Senadora
En 2006 fue elegida Senadora suplente de Alejandro Galván Garza. Sin embargo, el senador Galván Garza falleció el 22 de noviembre de 2006 como consecuencia de un infarto cerebral, por lo tanto, Lázara Nelly ocupó la titularidad de la curul para el periodo de 2006 a 2012.
Durante la LX y LXI Legislatura, fue Secretaria de la Comisión de Desarrollo Regional e integrante de las Comisiones de Agricultura y Ganadería; Asuntos Fronterizos de la Zona Norte; Equidad y Género; Defensa Nacional; y Salud.

### Como diputada federal
En 2012 fue candidata a diputada federal por el V Distrito Electoral Federal de Tamaulipas sin lograr la victoria. Sin embargo, logró quedar dentro de la lista nacional para diputados plurinominales del PAN, logrando convertirse, tras las elecciones, en diputada federal plurinominal para la LXII Legislatura del Congreso de la Unión de México.
En la LXII Legislatura, se desempeñó como secretaria de la Comisión de Asuntos de la Frontera Norte e integrante de las Comisiones de Desarrollo Rural y de Vivienda, así como integrante de la Comisión Especial de Seguimiento a las evaluaciones del programa especial concurrente.
En 2013 pidió licencia en la Cámara de Diputados para ser de nuevo, candidata a presidente municipal de Mainero en las próximas Elecciones estatales de Tamaulipas de 2013.

### Presidente municipal de Mainero
El 7 de julio del mismo año, gana por primera vez la elección con el 53% de los votos y se convierte en la primera presidente municipal electa del municipio de Mainero, Tamaulipas, logrando también que un partido opositor gane por primera vez en la historia del municipio.
El 9 de abril de 2014 envió una misiva al Presidente de la Cámara de Diputados, el panista José González Morfin, donde se reincorporaría a como diputada a partir del 24 de abril del mismo año. Lázara Nelly mencionó que su renuncia "es con el fin de apoyar en mayor medida a la ciudadanía, pues en el Congreso gestionará más recursos para los mainerenses y en general para los tamaulipecos".
Sin embargo, María Eugenia de León Pérez, suplente de Lázara Nelly, demandó un juicio ciudadano por el cual el Tribunal Electoral del Poder Judicial de la Federación abrió el expediente SUP-JDC-390/2014 en el que se exponía que Lázara Nelly no podía ser Diputada federal con licencia y presidente municipal al mismo tiempo y que en el momento de haber tomado posesión como presidente municipal, había renunciado a su cargo como diputada federal. Por lo tanto, la resolución del TRIFE fue la de reincorporar a María Eugenia a la Cámara de Diputados. Lázara Nelly regresó al cargo de presidente municipal de Mainero, Tamaulipas.

## Fallecimiento
El 25 de julio de 2023, familiares y amigos reportaron su fallecimiento a causa de un infarto a la edad de 46 años.